# Министерство здравоохранения и медицинского образования Ирана
Министерство здравоохранения и медицинского образования Исламской Республики Иран (перс. وزارت آموزش و پرورش جمهوری اسلامی ایران‎) — государственный орган исполнительной власти Исламской Республики Иран, осуществляющий функции по выработке и реализации государственной политики и нормативно-правовому регулированию в сфере здравоохранения, обязательного медицинского страхования, обращения лекарственных средств для медицинского применения, медицинской помощи, медицинской реабилитации и медицинских экспертиз, фармацевтической деятельности, санитарно-эпидемиологического благополучия населения, а также администрирования и финансирования медицинского образования.

## История
Министерство здравоохранения и медицинского образования Ирана было создано 17 февраля 1979 года путём реорганизации Министерства здравоохранения Ирана.

## Руководство
Министерство здравоохранения и медицинского образования возглавляет министр, назначаемый на должность меджлисом по представлению президента Ирана.
С 15 августа 2013 года министерство возглавляет Хасан Кази-заде-Хашеми.

## Компетенция министерства
Министерство здравоохранения и медицинского образования имеет право осуществлять правовое регулирование в следующих областях:
- здравоохранение, включая организацию медицинской профилактики, медицинской помощи, медицинской реабилитации и медицинских экспертиз;
- внедрение современных медицинских технологий, новых методов профилактики, диагностики, лечения и реабилитации;
- обязательное медицинское страхование;
- фармацевтическая деятельность;
- обращение лекарственных средств для медицинского применения;
- качество, эффективность и безопасность лекарственных средств;
- обращение медицинских изделий;
- санитарно-эпидемиологическое благополучие населения;
- медико-санитарное обеспечение производства;
- организация среднего, высшего, послевузовского и дополнительного медицинского и фармацевтического образования[2].

## Структура министерства
- Департамент здравоохранения
- Департамент по культуре и образованию
- Департамент медсестринского дела
- Департамент научных исследований и передовых технологий
- Департамент планирования, управления, правовых и парламентских дел
- Департамент по социальной политике
- Департамент по традиционной медицине
- Департамент по развитию и управлению ресурсами
- Лечебный департамент
- Учебно-исследовательский департамент

## Подведомственные учреждения
1. Совет по развитию университетов медицинских наук
2. Ардебильский медицинский университет
3. Медицинский университет имени Шахида Бехешти
4. Тегеранский медицинский университет
5. Университет медицинских наук Ирана

## Разное
Система здравоохранения Ирана строго централизована, и почти все решения, касающиеся общих целей, политики и распределения ресурсов в масштабах страны принимаются на уровне министерства. Министерство обладает юридическими полномочиями по надзору, лицензированию и регулированию деятельности частного сектора здравоохранения.
По данным Статистического центра переписи Ирана (2003), Иран имеет 730 медицинских учреждений (больниц, клиник) с общим коечным фондом в 110 797 коек, из которых 77 300 коек находятся в ведении министерства, 11 301 коек находятся в частной собственности, а остальные принадлежат другим организациям, таким как Организация социальной безопасности Ирана. По данным Всемирной организации здравоохранения, частные клиники Ирана предпочитают не заключать контракты с министерством здравоохранения и медицинского образования, из-за низких тарифов, бюрократических процедур и задержки в оплате.
Министерство контролирует импорт медицинского оборудования, непосредственно его ввозом и дистрибуцией в Иране в основном занимается частный сектор.